# Linia Schwalbego
Linia Schwalbego – pojęcie z anatomii człowieka, określające linię przejścia błony Descemeta rogówki w twardówkowe utkanie beleczkowe (trabeculum). W obrazie gonioskopowym widoczna jest jako jaśniejszy prążek. 
Eponim honoruje odkrywcę, niemieckiego anatoma Gustava Schwalbego.